# Il gioco della vedova nera
Il gioco della vedova nera (Black Widow o Dark Beauty) è un film per la televisione del 2007, diretto da Armand Mastroianni ed interpretato da Elizabeth Berkley ed Alicia Coppola. Si tratta di un libero rifacimento de La vedova nera (1987).

## Trama
Olivia è una milionaria giovane, intelligente ed affascinante, proprietaria di cliniche private per donne povere. Un giorno incontra il collega Danny Keegan e ne diventa compagna, ma insospettisce Melanie, ex collega di studi di Danny e fotoreporter presso il Los Angeles Tribune.
La fotografa si rende conto che Olivia ha un passato misterioso, e così indaga con l'aiuto della sua assistente Finn. A un certo punto scopre che la giovane imprenditrice non possiede nemmeno una laurea breve, ha usato in passato altre identità, e con le sue attività ed un complice copre precedenti penali: infatti è in realtà una "vedova nera", una serial killer che sposa imprenditori facoltosi per poi ucciderli ed impossessarsi dei loro patrimoni.
Olivia elimina il suo complice, non riuscito a difenderla; poi cerca ancora di corrompere Danny, ma viene smascherata da Melanie ed infine uccisa dalla polizia.